# Fédération albanaise d'athlétisme
La Fédération albanaise d'athlétisme (en albanais Federata Shqiptare e Atletikës, FSHA) est la fédération d'athlétisme en Albanie, membre de l'Association européenne d'athlétisme et de l'IAAF. Créée en 1930, reconnue par l'IAAF en 1936, son siège est à Tirana.